# Кубок Європи з метань 2025
Кубок Європи з метань 2025 буде проведений в Нікосії на стадіоні «ГСП».
Нікосія прийматиме змагання три роки поспіль (2025—2027).
Програма змагань включатиме чотири метальні легкоатлетичні дисципліни (штовхання ядра, метання диска, метання молота, метання списа) серед чоловіків та жінок у абсолютній віковій категорії (дорослі) та серед молоді (U23).

## Індивідуальна першість

### Чоловіки
| Дисципліна     | Золото                  | Золото      | Срібло                    | Срібло   | Бронза                    | Бронза   |
| -------------- | ----------------------- | ----------- | ------------------------- | -------- | ------------------------- | -------- |
| Дорослі        |                         |             |                           |          |                           |          |
| Штовхання ядра | Нік Понціо Італія       | 20,60       | Сілас Рістль Німеччина    | 20,27 PB | Єспер Арбінге Швеція      | 19,93    |
| Метання диска  | Генрік Янссен Німеччина | 65,77 SB    | Крістьян Чех Словенія     | 65,69 SB | Мартинас Алекна Литва     | 63,96 SB |
| Метання молота | Бенце Халас Угорщина    | 78,75 SB    | Володимир Мисливчук Чехія | 77,98 PB | Томас Мардал Норвегія     | 77,43    |
| Метання списа  | Йоанніс Кіріаціс Греція | 84,38 SB    | Джованні Фраттіні Італія  | 82,78 SB | Ципріан Мжиглуд Польща    | 82,46 SB |
| Молодь (U23)   |                         |             |                           |          |                           |          |
| Штовхання ядра | Тіціан Лаурія Німеччина | 19,55 SB    | Ярно ван Дален Нідерланди | 19,54 PB | Мійка Лахтонен Фінляндія  | 18,70 PB |
| Метання диска  | Стівен Ріхтер Німеччина | 60,72       | Маркос Морено Іспанія     | 59,47    | Ярно ван Дален Нідерланди | 57,79 SB |
| Метання молота | Йосиф Кесидіс Кіпр      | 72,96 NU23R | Міклош Чеке Угорщина      | 71,54 PB | Йоанніс Коракідіс Греція  | 71,08 SB |
| Метання списа  | Нік Тумм Німеччина      | 77,09 PB    | Лучо Клаудіо Віска Італія | 74,39 PB | Ойзен Джойс Ірландія      | 73,86 SB |

### Жінки
| Дисципліна     | Золото                          | Золото   | Срібло                  | Срібло   | Бронза                      | Бронза   |
| -------------- | ------------------------------- | -------- | ----------------------- | -------- | --------------------------- | -------- |
| Дорослі        |                                 |          |                         |          |                             |          |
| Штовхання ядра | Джессіка Інчуде Португалія      | 19,21 PB | Катаріна Майш Німеччина | 18,58    | Марія Белен Тойміль Іспанія | 17,37    |
| Метання диска  | Ванесса Камга Швеція            | 63,25 WL | Ліліана Ка Португалія   | 62,66 SB | Маріке Штайнакер Німеччина  | 61,57 SB |
| Метання молота | Сілья Косонен Фінляндія         | 77,07 WL | Роз Лога Франція        | 72,77    | Сара Фантіні Італія         | 72,37 SB |
| Метання списа  | Адріана Вілагош Сербія          | 66,88 WL | Сігрід Борге Норвегія   | 62,62 SB | Сара Колак Хорватія         | 59,66 SB |
| Молодь (U23)   |                                 |          |                         |          |                             |          |
| Штовхання ядра | Пінар Акйоль Туреччина          | 16,15 SB | Анна Муші Італія        | 16,12 PB | Марія Рафаїліду Греція      | 15,74 SB |
| Метання диска  | Марі-Жозе Бовель Лінака Франція | 57,37 PB | Анна Гавіган Ірландія   | 53,91 PB | Лея Борк Німеччина          | 53,65    |
| Метання молота | Нікола Тутілл Ірландія          | 69,74 SB | Тея Лефман Швеція       | 69,06 SB | Айлін Кун Німеччина         | 67,25 SB |
| Метання списа  | Петра Сичакова Чехія            | 60,26 SB | Мір'я Лукас Німеччина   | 58,91 PB | Рабіє Чичек Туреччина       | 52,41 PB |

## Командна першість
Кожна країна могла виставити по 2 спортсмени у кожній дисципліні серед дорослих та по одному — серед молоді. До заліку зараховувався кращий результат в кожній метальній дисципліні, після чого він переводився в очки за допомогою Міжнародної таблиці переводу результатів Світової легкої атлетики. За сумою отриманих очок визначались переможці та призери в командному заліку Кубка. У межах командного заліку медалі отримували всі атлети країни, яка посіла призове місце, за умови виконання таким атлетом всіх спроб (необов'язково успішних) у змаганнях.

### Чоловіки
| Дисципліна   | Золото                                                                                       | Золото    | Срібло                                                                                                 | Срібло | Бронза                                                                                      | Бронза |
| ------------ | -------------------------------------------------------------------------------------------- | --------- | --- | ------ | ------------------------------------------------------------------------------------------- | ------ |
| Дорослі      | Німеччина Сілас Рістль Генрік Янссен Мерлін Гуммель Макс Денінг Ерік Майхефер Клеменс Прюфер | 4543 очки | Італія Нік Понціо Алессіо Маннуччі Джорджо Олів'єрі Джованні Фраттіні Енріко Саккомано Роберто Орландо | 4402   | Іспанія Хосе Анхель Пінедо Дієго Касас Кевін Арреага Ману Кіхера Ясьєль Сотеро Пабло Костас | 4396   |
| Молодь (U23) | Німеччина Тіціан Лаурія Стівен Ріхтер Кай Гурих Нік Тумм                                     | 4207      | Італія Еммануель Сегонд Мусумарі Стефано Мармонті Філіппо Марія Якокка Лучо Клаудіо Віска              | 3821   | Туреччина Алі Пекер Ясін Мехмет Їльмаз Емре Чифтчі Мухаммет Ханіфі Зенгін                   | 3788   |

### Жінки
| Дисципліна   | Золото                                                                                                | Золото    | Срібло                                                                               | Срібло | Бронза                                                                               | Бронза |
| ------------ | --- | --------- | ------------------------------------------------------------------------------------ | ------ | ------------------------------------------------------------------------------------ | ------ |
| Дорослі      | Німеччина Катаріна Майш Маріке Штайнакер Саманта Борутта Вікторія Краузе Крістін Пуденц Мішель Вільмс | 4268 очок | Італія Сара Вертерамо Дейзі Осакуе Сара Фантіні Паола Падован Емілі Конте            | 4199   | Франція Крістін Гаварен Меліна Робер-Мішон Роз Лога Жад Мараваль Александра Таверньє | 4170   |
| Молодь (U23) | Німеччина Гелена Копп Лея Борк Айлін Кун Мір'я Лукас                                                  | 3993      | Франція Леслі-Талезія Філітуулага Марі-Жозе Бовель Лінака Флорелла Фрейш Леана Монці | 3794   | Іспанія Інес Лопес Ннека Наомі Езенва Андреа Салес Паола Родрігес                    | 3791   |

## Медальний залік
До медального заліку включені нагороди за підсумками індивідуальної та командної першості.
| Місце                | Країна               | Золото | Срібло | Бронза | Загалом |
| -------------------- | -------------------- | ------ | ------ | ------ | ------- |
| 1                    | Німеччина            | 8      | 3      | 3      | 14      |
| 2                    | Італія               | 1      | 6      | 1      | 8       |
| 3                    | Франція              | 1      | 2      | 1      | 4       |
| 4                    | Ірландія             | 1      | 1      | 1      | 3       |
| 4                    | Швеція               | 1      | 1      | 1      | 3       |
| 6                    | Португалія           | 1      | 1      | 0      | 2       |
| 6                    | Угорщина             | 1      | 1      | 0      | 2       |
| 6                    | Чехія                | 1      | 1      | 0      | 2       |
| 9                    | Греція               | 1      | 0      | 2      | 3       |
| 9                    | Туреччина            | 1      | 0      | 2      | 3       |
| 11                   | Фінляндія            | 1      | 0      | 1      | 2       |
| 12                   | Кіпр                 | 1      | 0      | 0      | 1       |
| 12                   | Сербія               | 1      | 0      | 0      | 1       |
| 14                   | Іспанія              | 0      | 1      | 3      | 4       |
| 15                   | Норвегія             | 0      | 1      | 1      | 2       |
| 15                   | Нідерланди           | 0      | 1      | 1      | 2       |
| 17                   | Словенія             | 0      | 1      | 0      | 1       |
| 18                   | Литва                | 0      | 0      | 1      | 1       |
| 18                   | Польща               | 0      | 0      | 1      | 1       |
| 18                   | Хорватія             | 0      | 0      | 1      | 1       |
| Загалом (20 збірних) | Загалом (20 збірних) | 20     | 20     | 20     | 60      |

## Відео
- День 1:
  - Підсумки дня на YouTube
  - Повна трансляція на YouTube
- День 2:
  - Підсумки дня на YouTube
  - Повна трансляція на YouTube

## Виступ українців
Збірна України на змаганнях була представлена 12 атлетами.

### Індивідуальна першість
| Дисципліна↓     | Чоловіки                                  | Жінки           |                 |                                           |                 |                 |
| Атлет           | Місце                                     | Результат       | Атлетка         | Місце                                     | Результат       |                 |
| --------------- | ----------------------------------------- | --------------- | --------------- | ----------------------------------------- | --------------- | --------------- |
| Ядро (дорослі)  | Артем Левченко Харківська область         | 4               | 19,88           | Ольга Голодна Київська область            | 6               | 17,20 SB        |
| Ядро (U23)      | Максим Лаврик Тернопільська область       | 16              | 15,26 PB        | Ангеліна Шепель Чернігівська область      | 12              | 14,37           |
|                 |                                           |                 |                 |                                           |                 |                 |
| Диск (дорослі)  | не брали участі                           | не брали участі | не брали участі | не брали участі                           | не брали участі | не брали участі |
| Диск (U23)      | Михайло Брудін Донецька область           | 4               | 55,75 SB        | Карина Авраменко Дніпропетровська область | 7               | 50,42 PB        |
|                 |                                           |                 |                 |                                           |                 |                 |
| Молот (дорослі) | Михайло Кохан Дніпропетровська область    | 6               | 76,11 SB        | Ірина Климець Волинська область           | 14              | 67,21 SB        |
| Молот (U23)     | Микита Брагінець Дніпропетровська область | 15              | 58,39           | Поліна Дзерожинська Черкаська область     | 8               | 61,79 SB        |
|                 |                                           |                 |                 |                                           |                 |                 |
| Спис (дорослі)  | не брали участі                           | не брали участі | не брали участі | не брали участі                           | не брали участі | не брали участі |
| Спис (U23)      | Ілля Саєвський Київ                       | 7               | 71,38           | Милана Корнєєва Дніпропетровська область  | 12              | 49,22           |

### Командна першість
| Категорія↓   | Чоловіки                                                     | Жінки           |                 |                                                                      |                 |                 |
| Команда      | Місце                                                        | Очки            | Команда         | Місце                                                                | Очки            |                 |
| ------------ | ------------------------------------------------------------ | --------------- | --------------- | -------------------------------------------------------------------- | --------------- | --------------- |
| Дорослі      | не брали участі                                              | не брали участі | не брали участі | не брали участі                                                      | не брали участі | не брали участі |
| Молодь (U23) | Максим Лаврик Михайло Брудін Микита Брагінець Ілля Саєвський | 4               | 3670            | Ангеліна Шепель Карина Авраменко Поліна Дзерожинська Милана Корнєєва | 7               | 3593            |